# 전통주의 영원철학

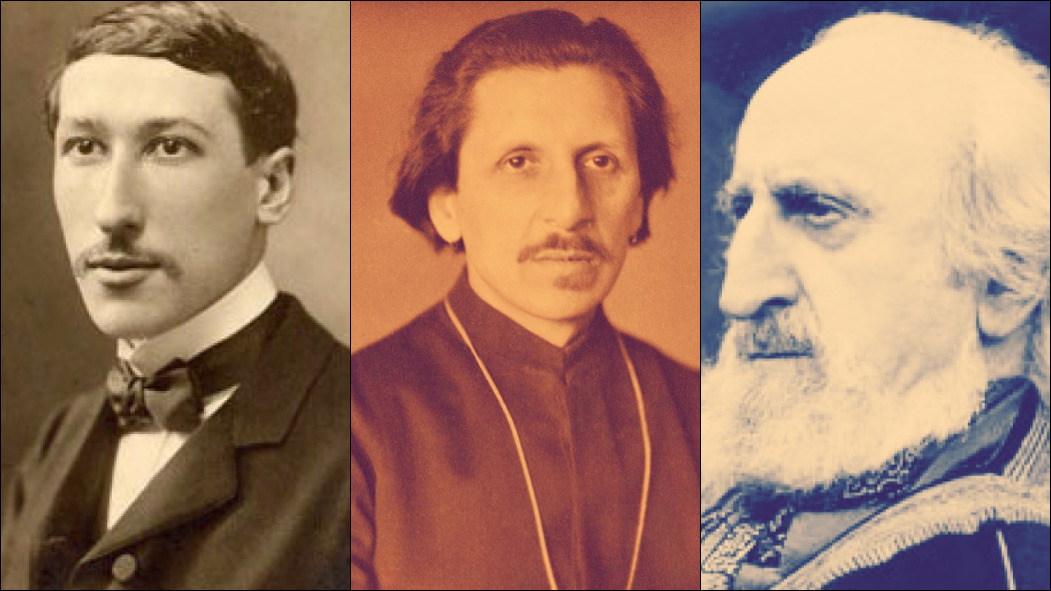
왼쪽부터 게농, 쿠마라스와미, 슈온.

전통주의(Traditionalism)는 영원철학의 한 학파다. 세계 주요 종교들의 근원이 되는 영원한 지혜 또는 원시보편진리의 존재를 상정한다. 역사학자 마크 세지윅은 역사상 가장 중요한 전통주의자 7인으로 르네 게농, 아난다 쿠마라스와미, 율리우스 에볼라, 미르체아 엘리아데, 프리트요프 슈온, 세이드 후세인 나스르, 알렉산드르 두긴을 꼽았다.:xiii
"전통주의"와 "영원철학"이라는 용어의 경계는 불분명하고 논쟁의 여지가 있으나, 이 두 용어는 서로 다르지만 관련된 사상의 흐름을 광범위하게 나타낸다. 일부 전통주의자들은 자신들의 철학을 영원철학과 동일시하며 두 용어를 동의어로 혹은 혼용하나, 모든 영원철학자들이 스스로를 전통주의자로 여기는 것은 아니다. 게농은 전통주의의 창시자로 알려졌으나, 그러한 명칭을 거부하고 스스로를 영원철학자라고만 불렀다. 1945년 저서에서 "영원철학"이라는 용어를 대중화한 올더스 헉슬리는 전통주의 학파와는 다른 신비주의적 보편주의적 관점을 가지고 있었다.
전통주의자들은 세계의 주요 종교들의 공통된 조상이 되는 태초의 보편적 형이상학적 진리가 있었을 것이라고 생각한다. 이런 관점을 영원철학이라고도 한다. 전통주의 영원철학은 절대진리(Absolute Truth)이자 무한현존(Infinite Presence)을 주장하는데, 절대진리는 “인류의 모든 고유하게 정통파인 종교들의 초월적 근원으로서 서 있는 영원한 지혜(라틴어: sophia perennis 소피아 페레니스[*])”이고, 무한현존은 “고유하게 정통파인 모든 종교의 심부 안에 내재한 영원한 종교(라틴어: religio perennis 렐리기오 페레니스[*])”이다.:xi-xii
전통주의자들이 말하는 영원지혜는 신비주의적 체험 같은 것도 아니다. 그보다 오히려 형이상학적 직관이다.:554:vii 그것은 “신성한 지성(divine intellect)”을 통해 직접적으로 얻게 되는 직관이며, 이 신성한 지성이라는 것은 이성(reason)과는 다른 것이다. 그것은 “전통의 모든 밀교적 표현들에서 나타나는 실재의 거룩한 통합”을 알아볼 수 있게 해 주는, “인간 각각의 내면에 내재한, 발견되기를 기다리고 있는 신성의 현존”이다.:1270
전통주의자들은 이 절대진리가 계몽시대 이후 등장한 세속철학들에 의해 근대세계에서 상실되었다고 생각하며, 근대성 그 자체가 비정상적 현상이라고 간주한다.:127 그래서 전통주의자들은 진보를 믿지 않고 과거로 돌아가기를 갈망한다.
전통주의 철학은 율리우스 에볼라의 경우와 같이 파시즘과 결합하거나, 소련 붕괴 이후 탈냉전 시대 동유럽에서 반민주주의의 토양이 되는 등 극우정치와 밀접한 관련성을 갖고 있다. 

## 배경

### 어원
"전통"(Tradition)이라는 단어는 "넘기다"를 의미하는 단어인 라틴어 traditio에서 유래했다. 어원적으로 전통이라는 용어는 지식, 관행, 기술, 법률, 형식 및 기타 다양한 구전 및 서면 측면의 전수를 의미한다. 세예드 호세인 나스르에게 전통은 자신의 흔적을 남기지만 그 흔적으로 환원될 수 없는 "살아있는 존재"와 유사하다. 여기에는 적어도 두 가지 의미가 있다. 첫째, 전통은 한 세대에서 다음 세대로 지식을 전수하는 것으로 정의되며, 이는 단어의 라틴어 어원에 반영되어 있다. 나스르는 아랍어 din과 산스크리트어 dharma가 '전통'이라는 의미에서 대략 비슷하다고 생각하나, 전달이라는 개념을 나타내는 라틴어 어근과는 일치하지 않는다는 것을 인식한다. 둘째, 전통은 일종의 "살아있는 힘"과 그것이 남기는 흔적을 수반하며, 그 힘은 "존재론적으로 흔적을 초월한다." 이것은 우주에 나타나는 모습이 "진정한 현실"의 그림자일 뿐인 플라톤적 형태와 유사하나, 나스르는 그의 작품에서 반복되는 주제인 "살아있는" 것과 "현재"에 대해 말했다.

### 영원철학
전통주의 학파의 대표자들에 따르면, 모든 주요 세계종교는 공통된 원초적이고 보편적인 형이상학적 진리에 기반하고 있다. 저자들의 관점은 종종 philosophia perennis(영원철학)로 지칭되는데, 이는 "절대적 진리이자 무한현존"을 의미한다. 절대적 진리는 "인류의 모든 본질적인 정통 종교의 초월적 근원으로 존재하는 영원지혜(sophia perennis)이다. 무한현존은 "모든 본질적인 정통 종교의 심장부에 존재하는 영원종교(religio perennis)이다. 프리드요프 슈온(Frithjof Schuon)에 의하면,

르네상스 시대부터 사용돼온 영원철학이라는 용어는 신스콜라주의에서 자주 사용됐는데, 원초적이고 보편적인 진리의 총체, 그리고 따라서 어떤 특정 체게에 속하지 않는 형이상학적 공리들의 총체를 의미한다. 영원종교라는 용어도 같은 의미로 사용될 수 있으며, 이 용어는 모든 종교의 본질을 지칭한다. 이는 모든 형태의 예배, 모든 형태의 기도, 모든 도덕체계의 본질을 의미하며, 영원지혜가 모든 교리와 모든 지헤의 표현의 본질인 것과 같다. 우리는 '철학'이라는 용어보다 '지혜'라는 용어를 선호하는데, 이는 철학이라는 용어가 덜 집적적이고, 완전히 세속적이고 종종 일탈적인 사고체계와 관련된 아이디어를 연상시키기 때문이다.

전통주의자의 영원지혜에 대한 비전은 신비로운 경험이 아닌 형이상학적 직관에 기초한다. 그것은 "신성한 지성을 통해 직감된다." 이 신성한 지성은 이성과 다르며 "전통의 모든 진정한 비전적 표현에서 입증되는 현실의 신성한 통일성"을 분별할 수 있게 한다. 그것은 "발견되기를 기다리는 각 인간 내부의 신성의 존재"이다. 슈온에 의하면:

영원지혜의 열쇠는 순수한 지성, 다시 말해 형이상학적 분별력이다. "분별한다"는 것은 "분리한다"는 것이다. 실재와 환상, 절대와 우연, 필연과 가능성, 아트만과 마야를 분리하는 것이다. 이와 함께 나타나는 분별력은 보완적이고 작용적인 방식으로 통합하는 집중이다. 이는 지상적이고 인간적인 마야의 출발점에서 절대적이면서도 무한한 아트만을 완전히 인식하는 것을 의미한다.

### 전통의 개념
Beverly J. Lanzetta에 의하면, "전통은 영원철학의 중추를 이룬다." 나스르와 르네 게농, 프리드요프 슈온, 티투스 부르크하르트, 마틴 링스와 같은 다른 "전통주의자들"이 사용하는 "전통"이라는 용어는 관습, 습관 또는 유전된 삶과 사고의 패턴을 의미하지 않는다. 그들에게 전통은 "종교적이고 신성한 기원"을 가지고 있으며, 시간을 통해 신성한 메시지의 지속과 전달을 포괄한다. 이 맥락에서 사용되는 "전통"은 계시와 그에 의해 형성된 모든 형태의 철학, 예술, 문화를 의미하며, 지구상에 계시의 반향을 퍼트리고, 이를 통해 인간에게 "신성한 중심"과 "궁극적인 기원"을 상기시킨다.
나스르에게 "전통"이란:
…신의 기원에 대한 진실 또는 원리가 인류에게 계시되거나 베일에 싸인 것을 의미하며 사실상 메신저, 예언자, 아바타, 로고스 또는 기타 전달 기관으로 구상된 다양한 인물을 통해 우주 전체 영역을 의미하며 이러한 원리가 법과 사회 구조, 예술, 상징주의, 과학을 포함한 다양한 영역에서 파생되고 적용되며 물론 최고의 지식과 이를 달성하기 위한 수단을 포용한다.

나스르에 의하면, 전통은 순수하고 신성하며 신의 뜻을 나타낸다. 마찬가지로, 신에게서 기원한 신성한 개념인 전통은 우주를 온전히 포괄하고 "모든 인간의 가장 깊은 곳"에 항상 현존하는 신과 소통하는 유일한 방법이다. 결과적으로, 전통은 인간을 "더 높은 인격의 경지"로 고양시킬 수 있는 "가장 높은 차원의 현실"을 나타내는 예언적 계시와 완벽하게 조화를 이룬다.

### 전통과 현대성
나스르와 다른 "전통주의자들"은 "전통"을 인간 자신만큼이나 오래된 실체로 지칭한다. 그는 이 용어의 현대적 용법과 전통 개념에 대한 언급은 어떤 면에서는 현대 세계 전체라는 변칙성으로 인해 필연적으로 발생하는 일탈이라고 생각한다. 따라서 이 용어를 용하는 목적은 "전통"이라는 용어의 이러한 특정 의미로 표현되는 실체와 신적 기원은 없지만 단순히 인간적인 것, 때로는 인간 이하에서 비롯되는 모든 것 사이의 근본적인 차이에 대한 의식을 고취하는 것이다.
"전통적"이라는 말이 초월적 기원과 여전히 연결되어 있고 거기까지 거슬러 올라갈 수 있는 것을 가리키는 반면, "현대적"이라는 말은 현실의 모든 것을 지배하는 불변의 원칙, 즉 초월적인 것에서 분리된 것을 가리킨다. 따라서 현대주의와 현대성은 전통의 정반대 개념으로, 본질적으로 인간적인 모든 것과 점진적으로 인간 이하인 모든 것, 그리고 신성한 근원에서 분리되고 단절된 모든 것을 의미한다. 슈온에 의하면, 이들의 주요 특징은 초이성적 지식의 가능성을 부정하는 합리주의, 물질만이 삶에 의미를 부여한다고 주장하는 유물론, 영적이고 지적인 것을 정신적으로 축소하는 심리주의, 회의주의, 상대주의, 실존주의, 개인주의, 진보주의, 진화론, 과학주의 및 경험주의, 그리고 불가지론과 무신론이다.

### 외적 차원과 내적 차원
전통주의자들에게 전통은 현교와 밀교라는 두가지 근본적인 측면을 가지고 있다. 현교는 주로 의례, 의식, 그리고 법에서 드러난다. 또한 전통에 고유성과 특수성을 부여하는 신학이나 교리를 포함한다. 반면, 전통의 밀교적 혹은 내적 차원은 "영적 본질뿐만 아니라 지적인 자질"까지 포괄한다. 예를 들어 이슬람은 현교적 측면과 밀교적 측면을 각각 샤리아와 타리카로 구분한다. 유대교에서는 카발라가 밀교적인 것으로 여겨지는 반면, 탈무드는 현교적 이해로 이해로 해석된다. 전통의 밀교적 측면은 전통의 본질이자 핵심으로 여겨진다. 이러한 측면은 "전통의 내적 차원을 이해할 수 있는 사람들"에게만 접근가능하다고 주장한다. 전통주의자들은 세계의 위대한 종교 중 하나에 소속돼야한다고 주장하는데, 그것 없이는 어떤 비전적인 길도 가능하지 않기 때문이다.
전통주의자들은 다양한 전통과 종교와 함께, "모든 종교의 모든 진리"를 함축한다고 여겨지는 원초적 전통의 실재를 믿는다. 게농에게 원초적 전통은 "문화와 사회의 자의적 규칙을 초월하여 인간 사이의 유일한 공통 분모 역할을 하고, 인간을 최고이며 분리될 수 없는 통일성에 대한 인식으로 이끄는 사고와 행동의 통일"을 나타낸다. 나스르에게 이 원초적 전통은 "시대를 거쳐 다양한 방식으로 표현돼온 절대적 진리에서 비롯된다." 나스르는 다양한 종교의 존재가 원초적 전통에 반하는 증거가 아니라고 주장한다. 반대로 모든 종교가 근본적인 진리를 견지한다는 가정은, 종교에 대한 난해한 관점에서 접근할 때 그런 다양성에 의해 뒷받침된다. 나스르에 의하면,
모든 전통은… 원시 전통의 천상 원형의 지상적 표현이며, 모든 계시가 태초에 존재했던 로고스 또는 말씀과 관련되어 있는 것과 같은 방식이다. 로고스는 동시에 보편 로고스의 한 측면이자 그 자체로 보편 로고스이다.

나스르에게 "각 전통은 하늘로부터 온 직접적인 메시지에 기반하며, 단순히 원초적 전통의 역사적 연장선으로 볼 수 없다"고 했다. 원초적 전통을 수용한다고 해서 계시된 종교 중 어느것도 신적 기원이 없다는 것을 의미하는 것은 아니다. 오히려 신성과 불가분의 관계에 있는 "현존"을 확증하는 것이다. 따라서 원초적 전통은 "계시를 통해 종종 되살아나는 원칙들의 덩어리"로 여겨진다. 그에게 모든 종교는 공통근원뿐만 아니라 공통본질, 즉 원초적 전통으로 연결돼있다.

## 인물
전통주의 사상은 르네 게농에서 시작된 것으로 여겨진다. 이 사상학파의 다른 대표자로는 아난다 쿠마라스와미, 프리트요프 슈온, 티투스 부르크하르트, 마틴 링스, 호세인 나스르, 윌리엄 스토다트, 장루이 미숑, 마르코 팔리스, 로드 노스본, 휴스턴 스미스, 아와드 키쇼르 사란, 해리 올드메도우, 레자 샤카제미, 패트릭 라우데가 있다. 일부 학자들은 이 학파에 율리우스 에볼라를 포함시키나, 에볼라는 언급된 사람들과 관련해 많은 차이점을 보인다. 영원주의와 관련된 또 다른 저자는 미르체아 엘리아데인데, 엘리아데의 연관성은 미묘하고 종종 논란이 된다.

### 르네 게농
르네 게농(1886~1951)의 작품에서 주요 주제는 전통적 세계관과 현대주의의 대조인데, 그는 현대주의를 "인류 역사의 변칙으로 여겼다." 게농에게 세계는 형이상학적 원리의 표현이며, 이 원리는 세계 종교의 영원한 가르침 속에 보존되어 있지만 근대적 사고방식에서는 사라졌다. 게농에게 "근대 세계의 불안은 형이상학적 영역에 대한 끊임없는 부정에 있다."
게농은 초기에 수피즘에 매료돼 1912년 샤딜리 수도회에 입문했다. 1923년 박사학위 논문이 기각되자 학계를 떠났다. 그의 저작은 전통적인 세계관으로의 회귀에 중점을 두고 있으며, 영원철학을 재구성하고자 노력했다.
초기 저서와 에세이에서 그는 로마 가톨릭교와 프리메이슨을 기반으로 서구의 전통적인 "지성"을 회복하고자 했다. 그는 순전히 기독교적인 기반 위에 서구의 전통주의적 회복을 이루려는 생각을 일찍이 포기했다. 그는 영매술 형태로 나타난 신지학과 신오컬트주의의 유혹을 비난했다. 이 두 운동은 그의 생전에 번성했던 영향력 있는 운동이었다. 1930년 그는 이집트로 이주하여 1951년 사망할 때까지 그곳에서 살았다.

### 아난다 쿠마라스와미
윌리엄 W. 퀸에 의하면, 쿠마라스와미의 전통 개념은 게농의 원시전통과 유사하다. 쿠마라스와미는 전통과 영원철학이라는 개념 사이에 차이를 보지 못했다. 쿠마라스와미에게 있어서 그 적용은 달랐다. 영원철학은 특정 전통문화와 관련없이 혹은 모든 전통문화와 관련하여 설명될 수 있는 상호연결된 형이상학적 원리들의 집합을 나타내는 데 사용됐지만, 전통이라는 용어는 거의 항상 특정문화와 관련하여 사용됐다.

### 프리트요프 슈온
프리트요프 슈온은 전통을 "인류에게 절대자의 의식에 도움이 되는 일반적인 환경을 제공하는 반신적이고 반인간적인 실체"로 이해했다. 전통이라는 단어는 슈온의 저서에서 자주 등장하며, 대개 종교라는 단어와 매우 가까이에 있다. 게농의 발자취를 따라 슈온은 다양한 종교 전통의 역사적 기원에 대한 원인을 이론화했다. 그에게 종교는 인간 사회와 문화가 다르기 때문에 다르며, 신이 계시한 진리는 각 사회의 특수성에 적응한다. 그럼에도 불구하고 이러한 종교는 동일한 신성한 근원에서 나온다. 슈온은 이 원리를 "종교의 초월적 통일성"이라고 칭했으며, 그의 목표는 종교적 다양성에 대한 통일된 설명을 제공하는 동시에 차이점을 인정하고 존중하는 것이었다.

### 세예드 호세인 나스르
하워드에 의하면, 전통은 세예드 호세인 나스르에 의해 충분히 정의됐으며, 그의 저서들은 포괄적인 틀을 제공한다. 나스르는 자신의 전통 개념을 게농에게서 얻었다고 말한다. 나스르에게 전통은 신성한 근원에서 비롯되며, 전통 사회에서는 삶의 모든 측면에 영향을 미친다. 이 신성한 근원은 다양한 "전달기관"에 의해 "영향받는" "계시의 내용과 수단"이다. 계시의 지도원칙은 여러 보조과학과 예술을 낳았으며, 이는 사회, 정치, 문화 생활의 다양한 요소를 통합하도록 창의적으로 확장됐다. 나스르에게 전통은 "최고지식"의 저장소이며, 이는 영원철학의 또 다른 이름이며, 최고지식에 도달하기 위한 "수단"을 제공한다.

## 영향
세지윅은 종교, 철학, 형이상학 등에서 전통주의의 다양한 적용을 설명하면서 전통주의가 "환경에 대한 존중을 장려하고, 훌륭한 음악을 작곡하고, 다른 종교 추종자들 간의 적대감을 줄이는 데에도 사용되어 왔다. 또한 도널드 트럼프가 미국 대통령으로 [첫] 선출된 것부터 많은 사람들이 파시즘과 인종차별이라고 부르는 것, 그리고 테러리즘은 말할 것도 없이 매우 다양한 대의를 지지하는 데에도 사용되었다"고 썼다.
세지윅은 "일부 전통주의자들은 에볼라와 게농을 모두 읽고 정치에 초점을 맞추는 반면, 일부는 슈온과 게농을 모두 읽거나 게농만 읽고 종교와 자아실현에 초점을 맞춘다"고 썼다.

### 무슬림 세계에서
수피즘과의 긴밀한 관계를 통해 게농의 전통주의 관점은 아시아와 이슬람 세계 전체에 영향을 미쳤다.
이란에서는 호세인 나스르와 그보다 앞서 이란 혁명의 이념가로 여겨지며 자신의 학생들에게 게농을 추천한 지식인 알리 샤리아티가 이를 도입했다. 대중적 지지를 얻지는 못했으나, 엘리트층에 미친 영향력은 아야톨라 호메이니가 문화혁명 최고위원회를 조직했을 때, 이를 위해 구성된 7명의 위원 중 3명, 즉  압돌카림 소루쉬, 레자 다바리 아르다카니, 나스룰라 푸르자바디가 전통주의를 알고 있었다는 사실로 가늠할 수 있다.
파키스탄의 중요한 작가이자 문학평론가인 하산 아스카리는 게농의 직접적 영향을 받았으며, 그를 통해 파키스탄에서 가장 영향력 있는 이슬람 학자 중 일부인 무함마드 샤피와 그의 아들 타키 우스마니는 게농의 작품을 파키스탄에서 가장 중요한 마드라사 또는 종교 신학교 중 하나인 다룰 울룸 카라치의 커리큘럼에 통합했다. 전통주의의 영향을 받은 파시크탄의 다른 중요 인물로는 지아울하크 장군과 가까웠던 것으로 여겨진 AK 브로히와 심리학자 무함마드 아즈말이 있다.
모로코에 기반을 둔 수피즘의 부드시시야 종파는 전통주의의 영향을 받은 계통을 가지고 있는 것으로 알려져 있다.

### 극우 및 우익 포퓰리즘 운동
세지윅은 21세기에 일부 "포스트전통주의자들"(특히 알렉산드르 두긴)이 "전통과 현대의 쌍"을 수사적으로 사용하여 "급진우익"의 정치적 의제를 추진하는 반면, 영원철학을 거부하거나 축소했다고 지적한다. 영향력있는 러시아 극우 사상가인 두긴은 게농과 에볼라의 영향을 받았다.
율리우스 에볼라는 게농의 영향을 받은 이탈리아 전통주의자였지만 많은 점에서 그와 달랐기에 게농의 전통주의에 동화되지 못했다.
에볼라의 사상은 유럽의 누벨드로이트("신우파")와 같은 극우 운동과 납의 시대 동안의 이탈리아 신파시스트와 연관돼왔다.
마찬가지로 루마니아 전통주의자 미르체아 엘리아데는 루마니아 정교회 파시스트 철위대를 지지했다.
Benjamin Teitelbaum에 의하면, 밀교적 히틀러주의의 창시자인 사비트리 데비는 게농과 에볼라의 영향을 받았으며 도널드 트럼프의 전 고문인 스티브 배넌, 두긴, 브라질 작가 올라부 지 카르발류, 헝가리 보수정당인 요비크의 한때 고문이었던  Tibor Baranyi도 마찬가지였다. Teitelbaum에 의하면, 그들은 모두 그러한 이해관계를 바탕으로 서로 교류했다. 카브랄류는 이러한 연관성을 부인한다.
2004년에 출판된 마크 세지윅의 저서 현대세계에 반하여는 정치적 전통주의에 대한 분석을 제시한다.

환멸을 느낀 많은 지식인들은 게농의 [지식 엘리트를 형성하라는] 부름에 응하여 이론을 실천에 옮기려 시도했다. 일부는 전통주의 노선을 따라 파시즘과 나치즘을 이끌려 했지만 실패했고, 다른 이들은 이후 이탈리아에서 정치적 테러 행위에 가담했다. 전통주의는 마침내 소련 붕괴 이후 러시아에서 반민주주의 세력의 동맹을 위한 이념적 토대를 마련했고, 20세기 말에는 이슬람과 근대성의 바람직한 관계에 대한 이슬람 세계의 논쟁에 개입하기 시작했다.

### 환경주의
1966년부터 세이드 호세인 나스르는 전통주의를 환경주의에 적용하기 시작했다. 그는 이 문제를 다룬 최초의 철학자 중 한 명이었으며 이슬람세계에서는 환경주의의 창시자로 여겨진다. 그는 여러 작품에서 지구 파괴의 원인과 회복적 치료법을 다룬다. 나스르는 자신의 입장을 다음과 같이 요약한다.

인간과 자연의 조화가 파괴됐다는 것은 대부분의 사람들이 인정하는 사실이다. 그러나 이런 불균형이 인간과 신의 조화의 파괴에서 비롯된다는 사실을 모든 사람이 깨닫는 것은 아니다.

타릭 콰디르는 "나스르에게 생태 위기는 단지 내면의 불안이 외부화된 것일 뿐이며, [...] 이는 주로 현대 [서구] 과학의 다양한 응용에 기인한다. [...] 중세 기독교 세계관에 고유한 우주관을 상실한 후, [...] 이 과학은 자연의 물질적 측면 외의 다른 어떤 현실의 존재도 무시하거나 부정한다"고 주장한다. 나스르는 "사회 구조의 붕괴"뿐만 아니라 "자연 환경의 파괴"도 "현대주의와 인간과 세계의 본성에 대한 잘못된 가정"에 기인한다고 주장하며, "군주제부터 공산주의 정부, 혁명 정권에 이르기까지 모든 국가가 [...] 문화적, 사회적, 환경적 결과를 고려하지 않고 서구 과학 기술을 맹렬히 모방하려 한다"는 점을 개탄한다.
나스르는 과학주의가 생태문제의 주요 원인이라고 믿는다. 그는 과학주의를 "현대 과학이 유일한 것은 아니더라도 적어도 가장 신뢰할 수 있는 진정한 지식의 수단을 제공한다"는 확신으로, 그리고 그로 인해 "인간의 진보"로 이어진다는 확신으로 정의한다. 이는 인간 사회를 경제 성장만으로 평가하는 사람들이 상상하는 것과 같다. 나스르는 현재 경제 시스템의 발전이 주로 인간의 열정에 의존하고 있으며, 그 열정이 다시 경제 시스템 자체에 의해 증폭되어 새로운 욕구가 끊임없이 꽃피우지만, 실제로는 단지 욕망에 불과하다는 관찰을 뒷받침한다. 마지막으로, 현대인이 자연을 그토록 면책적으로 파괴하는 것은 자연을 단순한 경제적 자원으로 보기 때문이다."
콰디르는 나스르에게 환경문제는 장기적으로 기술로 해결할 수 없으며, 그 자체가 이 기술의 결과라고 주장한다. 나스르에 의하면, 엄청난 기술 발전에 대한 비판은 확실히 필요하지만, 진정한 비판은 문제의 근원, 즉 자기 자신부터 시작해야한다. 왜냐면 신성성이 사라진 서구에서는 나스르가 인간 삶과 자연의 존재 이유라고 생각하는 것이 무엇인지 아는 사람이 거의 없기 때문이다. 나스르에게 이런 의식은 다양한 종교적 전통의 지혜, "그리고 그들의 우주론과 신성한 과학에도" 존재한다. 그리고 그것은 특히 자연과 관련하여 "신성함의 감각"을 재발견하는 것을 가능하게 한다. 왜냐면 이 감각을 박탈당한 인간은 덧없는 것에 잠겨서 자신의 더 낮은 본성에 자신을 맡기고 환상적 자유감을 느끼기 때문이다.

### 종교 간 대화
나스르는 나스르는 프리트요프 슈온의 "종교의 초월적 통일성"이라는 개념을 바탕으로 전통주의 학파의 사상을 종교 간 대화에 적용한 최초의 전통주의자였다. 이 관점은 모든 종교가 동일한 초월적 형이상학적 근원을 가지고 있으며, 이는 서로 밀교적이고 신비주의적인 전통에서 가장 잘 표현된다고 주장한다. 종교의 외적 차원은 교리와 실천 측면에서 많은 차이점을 보이지만, 슈온은 이것이 섭리 이며 각 종교는 특정 사회와 문화의 요구를 충족시키며, 이러한 다양한 계시는 궁극적으로 동일한 신적 근원에서 비롯된다고 주장한다. 세지윅은 나스르가 "이러한 접근 방식이 외적 종교 간의 불일치 문제를 해결하면서도 그 종교들을 그대로 유지한다는 점을 지적했는데, 이는 불일치를 무시하는 더 일반적인 접근 방식과는 달랐다"고 썼다. 나스르는 또한 전통주의가 무슬림들이 서구 기독교인들과 대화할 때 "적어도 기독교와 대화하는 것만큼이나 현대성과 대화하고 있다"는 것을 이해하는 데 도움이 되었다고 믿었다.
세지윅에 따르면, "전통주의의 종교 간 대화 프로젝트는 기독교 기관들이 일반적으로 주도해 온 분야에서 이슬람적 시도로 여겨졌기 때문에 특히 중요했다." 이슬람에 대한 전통주의적 접근은 서구와의 관계 개선을 추구하는 무슬림 다수 국가와 이슬람에 대한 온건한 영향력으로 간주하는 서구 지도자들에게 특히 호평을 받았다. 보스니아와 요르단의 무슬림 지도자들은 이러한 아이디어를 자국 사회 내 종파 갈등의 맥락에서 다른 전통과의 대화에 적용했으며, 요르단의 접근 방식은 "전 세계적인 영향"을 미쳤고 요르단 정부의 지원을 받았다.
보스니아에서 루스미르 마흐무트체하지치는 보스니아 전쟁 이후 무슬림 보스니아인과 동방 정교회 기독교 세르비아인 간의 평화를 증진하기 위해 나스르의 아이디어를 적용하려고 시도했으며, "갈등의 원인을 현대성으로 돌리고 초월적 통일에 대한 인식에 기반한 전통적인 관용으로의 회귀를 추구했다." 세지윅은 마흐무트체하지치의 성공을 "제한적"이라고 묘사했는데, 이는 이 지역의 전통적인 종교적 관용이 초월적 통일과 유사한 문화적 가치보다는 오스만 정치 상황에 더 뿌리를 두고 있다는 그의 분석에 근거한 것이다.
요르단에서 가지 빈 무함마드 왕자와 요르단 정부는 나스르의 사상을 여러 국제 프로젝트에서 종교 간 대화에 적용해 온 왕립 알 알-바이트 이슬람 사상 연구소를 지원해 왔다. 가지 왕자는 2007년 교황 베네딕토 16세와 다른 기독교 지도자들에게 보낸 "우리와 당신 사이의 공통된 말씀"이라는 제목의 공개 서한에서 나스르의 사상을 활용했다. 이 프로젝트 는 요르단을 비롯한 무슬림 국가, 특히 서방과 더 긍정적인 관계를 맺고자 하는 국가에서 성공을 거두었으며, 전 세계 수백 명의 기독교, 무슬림, 유대교 지도자들이 서명하거나 지지했다. 특히 교황 베네딕토 16세, 캔터베리 대주교 로완 윌리엄스], 영국 수석 랍비 조너선 색스, 그리고 전 영국 총리 토니 블레어로부터 긍정적인 반응을 얻었다.
왕립 알 알 바이트 연구소(Royal Aal al-Bayt Institute)의 또 다른 대화 프로젝트인 '공통 기반 프로젝트'는 가지 왕자와 제14대 달라이 라마가 기획하고 레자 샤 카제미가 이끌었다. 이 프로젝트는 전통주의 사상, 특히 종교의 초월적 통합을 이슬람과 불교의 대화에 적용했다. 이러한 사상들은 이슬람과 불교의 공통 기반 이라는 제목의 책으로 엮어졌으며, 연구소는 이 책 전체를 온라인에서 무료로 이용할 수 있도록 했다.

### 찰스 3세 국왕
마크 세지윅에 의하면, 당시 웨일스 공이었던 찰스 3세는 "전통주의자보다는 반현대주의자였지만, [...] 그의 연설 중 일부에서는 전통주의의 영향이 점점 더 두드러졌다"고 한다. 그의 2010년 저서 하모니: 세상을 바라보는 새로운 방식은 환경주의, 유기농, 성스러운 예술, 건축과 같은 주제에 적용된 전통주의 사상의 영향을 보여준다. 찰스 3세를 후원자로 둔 테메노스 아카데미는 전통주의와 영원철학과 관련있다. 슈온의 번역가인 도널드 맥클라우드 매디슨이 설립한 종교 간 대화와 비교종교 연구를 장려하는 교육 자선단체인 매디슨 트러스트는 찰스 3세가 전통주의 저널인 Sacred Web에 기고한 글을 게재했다. 여기에는 "이슬람과 서구 사이의 가교 건설"에 대한 기사와 캐나다에서 열린 전통주의 학술대회를 소개하는 그의 연설 전문이 포함된다.